# Zimní stadion Hvězda
Zimní stadion Hvězda je sportovní stadion s ledovou plochou v Praze-Vokovicích. Využívá jej hokejový klub HC Hvězda Praha.

## Historie
Hokejový klub vznikl v roce 1969 pod názvem HC Praha. V roce 1975 se sloučil s týmem HC Dejvice a přejmenoval na Hvězda Praha. Od 1. října 1983 hrál v nově vybudovaném stadionu ve Vokovicích, který byl roku 1992 zastřešen.